# Linea 6 (metropolitana di Seul)

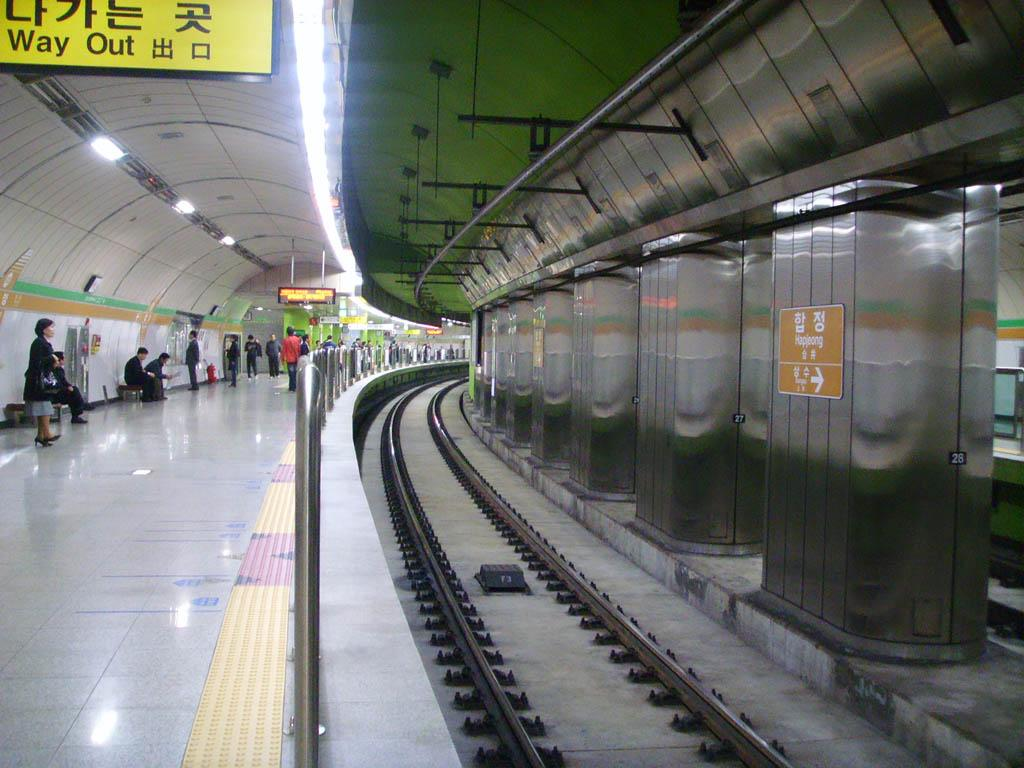
La stazione di Hapjeong

La linea 6 (서울 지하철 6호선?, 서울 地下鐵 6號線?, Seoul jihacheol yuk'hoseonLR) della metropolitana di Seul è una linea di metropolitana che serve la città di Seul, in Corea del Sud. È stata inaugurata nel 2001, concludendo la prima fase dell'espansione della rete metropolitana, e serve la zona nord della città seguendo un percorso a U. 
Questa è l'unica linea di Seul con dei tratti unidirezionali, nel circolo di Eungam: le fermate dalla 611 alla 615 infatti hanno una sola piattaforma, e il treno le percorre in senso antiorario.

## Storia
La costruzione della linea iniziò nel 1994, e la prima sezione fra Bonghwasan e Sangwolgok aprì l'agosto 2000, e il resto nel dicembre dello stesso anno. Tuttavia la linea divenne completamente operativa solo nel marzo 2001, con l'apertura delle quattro stazioni fra Itaewon e Yaksu.

### Cronologia
- 8 gennaio 1994: inizio della costruzione
- 7 agosto 2000: apertura della tratta Bonghwasan-Sangwolgok
- 15 dicembre 2000: apertura delle tratte Sangwolgok - Eungam e Itaewon - Yaksu
- 9 marzo 2001: apertura di ulteriori quattro stazioni fra Itaewon e Yaksu
- 3 agosto 2001: realizzazione del collegamento sotterraneo con la linea 2 presso la stazione di Sindang
- 21 dicembre 2005: realizzazione del collegamento sotterraneo con la linea 1 presso la stazione di Dongmyo-ap
- luglio 2011: inizio della realizzazione della stazione di Sinnae
- 21 dicembre 2019: inaugurazione della stazione di Sinnae

### Progetti futuri
Si intende prolungare ulteriormente la linea a est, verso la città di Guri, nel Gyeonggi-do. Tuttavia, per contenere i costi, al momento si sta studiando un prolungamento a binario singolo. Non sono al momento note date di inizio lavori o inaugurazione dell'estensione.

## Stazioni
| Numero stazione | Nome stazione Inglese  | Nome stazione Hangŭl | Nome stazione Hanja | Collegamenti                              | Nome linea       | Distanza interstazione | Distanza totale | Posizione | Posizione    |
|                 |                        |                      |                     |                                           |                  |                        |                 |           |              |
| 610             | Eungam                 | 응암                 | 鷹岩                |                                           | Circolare Eungam | ---                    | 0.0             | Seul      | Eunpyeong-gu |
| 611             | Yeokchon               | 역촌                 | 驛村                |                                           | Circolare Eungam | 1.1                    | 1.1             | Seul      | Eunpyeong-gu |
| 612             | Bulgwang               | 불광                 | 佛光                | Linea 3                                   | Circolare Eungam | 0.8                    | 1.9             | Seul      | Eunpyeong-gu |
| 613             | Dokbawi                | 독바위               | 독바위              |                                           | Circolare Eungam | 0.9                    | 2.8             | Seul      | Eunpyeong-gu |
| 614             | Yeonsinnae             | 연신내               | 연신내              | Linea 3                                   | Circolare Eungam | 1.4                    | 4.2             | Seul      | Eunpyeong-gu |
| 615             | Gusan                  | 구산                 | 龜山                |                                           | Circolare Eungam | 0.9                    | 5.1             | Seul      | Eunpyeong-gu |
| 610             | Eungam                 | 응암                 | 鷹岩                |                                           | Circolare Eungam | 1.5                    | 6.6             | Seul      | Eunpyeong-gu |
| 616             | Saejeol                | 새절                 | 새절                |                                           | Line 6           | 0.9                    | 7.5             | Seul      | Eunpyeong-gu |
| 617             | Jeungsan               | 증산                 | 繒山                |                                           | Line 6           | 0.9                    | 8.4             | Seul      | Eunpyeong-gu |
| 618             | Digital Media City     | 디지털미디어시티     | 디지털미디어시티    | Linea Gyeongui-Jungang Linea AREX         | Line 6           | 1.1                    | 9.5             | Seul      | Eunpyeong-gu |
| 619             | World Cup Stadium      | 월드컵경기장         | 월드컵競技場        |                                           | Line 6           | 0.8                    | 10.3            | Seul      | Mapo-gu      |
| 620             | Mapo-gu Office         | 마포구청             | 麻浦區廳            |                                           | Line 6           | 0.8                    | 11.1            | Seul      | Mapo-gu      |
| 621             | Mangwon                | 망원                 | 望遠                |                                           | Line 6           | 1.0                    | 12.1            | Seul      | Mapo-gu      |
| 622             | Hapjeong               | 합정                 | 合井                | Linea 2                                   | Line 6           | 0.8                    | 12.9            | Seul      | Mapo-gu      |
| 623             | Sangsu                 | 상수                 | 上水                |                                           | Line 6           | 0.8                    | 13.7            | Seul      | Mapo-gu      |
| 624             | Gwangheungchang        | 광흥창               | 廣興倉              |                                           | Line 6           | 0.9                    | 14.6            | Seul      | Mapo-gu      |
| 625             | Daeheung               | 대흥                 | 大興                |                                           | Line 6           | 1.0                    | 15.6            | Seul      | Mapo-gu      |
| 626             | Gongdeok               | 공덕                 | 孔德                | Linea 5 Linea AREX Linea Gyeongui-Jungang | Line 6           | 0.9                    | 16.5            | Seul      | Mapo-gu      |
| 627             | Hyochang Park          | 효창공원앞           | 孝昌公園앞          | Linea Gyeongui-Jungang                    | Line 6           | 0.9                    | 17.4            | Seul      | Yongsan-gu   |
| 628             | Samgakji               | 삼각지               | 三角地              | Linea 4                                   | Line 6           | 1.2                    | 18.6            | Seul      | Yongsan-gu   |
| 629             | Noksapyeong            | 녹사평               | 綠莎坪              |                                           | Line 6           | 1.1                    | 19.7            | Seul      | Yongsan-gu   |
| 630             | Itaewon                | 이태원               | 梨泰院              |                                           | Line 6           | 0.8                    | 20.5            | Seul      | Yongsan-gu   |
| 631             | Hangangjin             | 한강진               | 漢江鎭              |                                           | Line 6           | 1.0                    | 21.5            | Seul      | Yongsan-gu   |
| 632             | Beotigogae             | 버티고개             | 버티고개            |                                           | Line 6           | 1.0                    | 22.5            | Seul      | Jung-gu      |
| 633             | Yaksu                  | 약수                 | 藥水                | Linea 3                                   | Line 6           | 0.7                    | 23.2            | Seul      | Jung-gu      |
| 634             | Cheonggu               | 청구                 | 靑丘                | Linea 5                                   | Line 6           | 0.8                    | 24.0            | Seul      | Jung-gu      |
| 635             | Sindang                | 신당                 | 新堂                | Linea 2                                   | Line 6           | 0.7                    | 24.7            | Seul      | Jung-gu      |
| 636             | Dongmyo-ap             | 동묘앞               | 東廟앞              | Linea 1                                   | Line 6           | 0.6                    | 25.3            | Seul      | Jongno-gu    |
| 637             | Changsin               | 창신                 | 昌信                |                                           | Line 6           | 0.9                    | 26.2            | Seul      | Jongno-gu    |
| 638             | Bomun                  | 보문                 | 普門                | Linea Ui                                  | Line 6           | 0.8                    | 27.0            | Seul      | Seongbuk-gu  |
| 639             | Anam                   | 안암                 | 安岩                |                                           | Line 6           | 0.9                    | 27.9            | Seul      | Seongbuk-gu  |
| 640             | Università della Corea | 고려대               | 高麗大              |                                           | Line 6           | 0.8                    | 28.7            | Seul      | Seongbuk-gu  |
| 641             | Wolgok                 | 월곡                 | 月谷                |                                           | Line 6           | 1.4                    | 30.1            | Seul      | Seongbuk-gu  |
| 642             | Sangwolgok             | 상월곡               | 上月谷              |                                           | Line 6           | 0.8                    | 30.9            | Seul      | Seongbuk-gu  |
| 643             | Dolgoji                | 돌곶이               | 돌곶이              |                                           | Line 6           | 0.8                    | 31.7            | Seul      | Seongbuk-gu  |
| 644             | Seokgye                | 석계                 | 石溪                | Linea 1                                   | Line 6           | 1.0                    | 32.7            | Seul      | Nowon-gu     |
| 645             | Taereung               | 태릉입구             | 泰陵入口            | Linea 7                                   | Line 6           | 0.8                    | 33.5            | Seul      | Nowon-gu     |
| 646             | Hwarangdae             | 화랑대               | 花郞臺              |                                           | Line 6           | 0.9                    | 34.4            | Seul      | Nowon-gu     |
| 647             | Bonghwasan             | 봉화산               | 烽火山              |                                           | Line 6           | 0.7                    | 35.1            | Seul      | Jungnang-gu  |
| 648             | Sinnae                 | 신내                 | 新內                | Linea Gyeongchun                          | Line 6           | 1.3                    | 36.4            | Seul      | Jungnang-gu  |
|                 |                        |                      |                     |                                           |                  |                        |                 |           |              |